# Yo compro esa mujer
Yo compro esa mujer es una telenovela mexicana producida por Ernesto Alonso para Televisa, transmitida por el Canal de las Estrellas entre el 29 de enero y el 7 de septiembre de 1990. Es una adaptación hecha por la actriz y escritora mexicana Liliana Abud de una historia escrita por Olga Ruilópez. Fue protagonizada por Leticia Calderón, Eduardo Yáñez y Enrique Rocha,  con las participaciones antagónicas de Alma Muriel, Eduardo Palomo y Luz María Jerez.

## Argumento
Principios del siglo XX. Los Montes de Oca son una familia muy rica compuesta por dos hermanas, Matilde y Blanca Flor, y el primo de ambas, Rodrigo. Se presenta un triángulo amoroso, puesto que Matilde está enamorada de su primo, pero este prefiere a su hermana. Sin embargo, Blanca Flor ama a un modesto pescador, Enrique San Román. Cuando Rodrigo se entera, acusa falsamente a Enrique de robo para mandarlo a la cárcel; poco después, descubre que Blanca Flor está esperando un hijo de Enrique y decide esperar a que el niño nazca para hacerlo desaparecer. A su vez, Matilde, quien odia a su hermana, le cuenta que su hijo murió poco después de su nacimiento. Conmocionada por la noticia, Blanca Flor se vuelve loca y Matilde la encierra en un sótano y le hace creer a todos que ella falleció.
Rodrigo le entrega el bebé a la criada de la familia, Soledad, para que lo entregue a un orfanato, pero esta decide salvarlo por amor a Blanca Flor y lo lleva a casa de una amiga de su padre, que lo adopta y lo llama Alejandro. Luego de la supuesta muerte de Blanca Flor, Rodrigo hace un largo viaje a Europa, del cual vuelve casado con una joven aristócrata, Constanza Mendoza, ya entonces embarazada. Cegada por su amor obsesivo, Matilde envenena lentamente a la esposa de Rodrigo hasta que ella muere poco después de dar a luz a su hija, Ana Cristina. Posteriormente, la madre adoptiva de Alejandro se casa con un hombre muy rico que adopta al niño y le da su apellido, Aldama. Enrique agoniza en la cárcel, pero antes de morir pide ver a su hijo y le hace jurar que se vengará de los Montes de Oca. Más adelante la familia se marcha a Europa, donde Alejandro crece conociendo muy bien la historia de sus verdaderos padres.
Ya adulto, Alejandro está en un barco de regreso a México con el propósito de vengarse de Rodrigo y de toda su familia. En el viaje, Alejandro conoce a Ana Cristina Montes de Oca sin saber que es la hija de Rodrigo Montes De Oca, el hombre que destruyó a sus padres. Cuando Alejandro descubre el apellido de Ana Cristina, enseguida comprende quién es ella, pero no sólo no deja de amarla, sino que ambos juran que se casarán en México; sin embargo, la situación se complica para ambos.
Para presionar a Rodrigo, Alejandro comienza a comprar acciones de los negocios de Rodrigo para ser su socio mayoritario, pero Rodrigo descubre sus intenciones sin saber aún del parentesco que los une, y rompe cualquier negociación con él. Por otra parte, Rodrigo presiona a su hija para casarse con Federico Torres Landa, un joven culto y titulado, pero que está arruinado y busca una rica heredera para salir de sus deudas, pero ella se niega y sigue viendo a Alejandro a espaldas de su padre.
Por amor a Ana Cristina, Alejandro decide renunciar a su venganza y decide fugarse con ella a España y casarse allá, pero Rodrigo descubre los planes de ambos la misma noche de la fuga y encierra a su hija en la finca lejana de la familia. Ana Cristina se encierra específicamente en la antigua habitación de Blanca Flor. A su vez, la misma Blanca Flor está encerrada en el sótano de la misma finca donde se encuentra más tarde con Ana Cristina y las dos se hacen amigas. Alejandro espera en vano a su amada, y al día siguiente Rodrigo le hace creer que su hija lo dejó por Federico. Entonces, creyendo que Ana Cristina se burló de él todo el tiempo, Alejandro decide volver a vengarse de los Montes de Oca.
Poco después, Rodrigo le dice a Ana Cristina que la dejará en libertad si renuncia al amor de Alejandro, pero ella se niega, a lo que él le muestra un periódico en el que aparece Alejandro rodeado de prostitutas en una taberna. Furiosa al ver la fotografía del periódico, Ana Cristina decide renunciar a Alejandro y abandona su encierro, pero promete volver para rescatar a Blanca Flor.
Alejandro decide vengarse de Rodrigo llevándolo a la ruina. Después de arrebatarle diversos bienes, le propone que le entregue a Ana Cristina como esposa a cambio de la devolución de algunos de ellos. Rodrigo acepta y la boda se celebra, pero cuando Ana Cristina descubre que fue comprada por Alejandro, la relación del matrimonio se vuelve muy tormentosa; a pesar de todo, Ana Cristina ayuda a Alejandro a reunirse con su verdadera madre. Blanca Flor, cuya salud es muy delicada, recobra la razón y muere feliz tras reencontrarse con su hijo.
Posteriormente, Alejandro es traicionado por uno de sus empleados, que guarda armas de contrabando en su casa; para no ser culpado, el empleado denuncia a Alejandro a la policía, que lo arresta.
Alejandro es condenado a muerte, ante lo que Ana Cristina intenta liberarlo con unas pruebas que demuestran su inocencia; sin embargo, el coronel encargado de la ejecución hace caso omiso de las pruebas y se dispone a ejecutar a Alejandro. Afortunadamente, un grupo de pescadores, viejos amigos de Enrique, llegan en el momento justo y toman el control de la situación, con lo que Alejandro logra salvarse.
Finalmente Ana Cristina y Alejandro logran ser felices, sin las sombras del pasado y sin miedo del futuro.

## Elenco
- Leticia Calderón - Ana Cristina Montes de Oca Mendoza
- Eduardo Yáñez - Alejandro Aldama / Alejandro San Román Montes de Oca / Enrique San Román
- Enrique Rocha - Rodrigo Montes de Oca
- Alma Muriel - Matilde Montes de Oca
- Eduardo Palomo - Federico Torres Landa
- Gerardo Acuña - Gabriel Álvarez
- Roberto Antúnez - Bernardo
- Carlos Cardán - Toribio Sagón
- Mario Casillas - Raúl de Marín, Conde de Valtierra
- Isabela Corona - Soledad
- Connie de la Mora - Blanca Flor Montes de Oca
- Cynthia Klitbo - Efigenia "Efi" de Castilla
- Mariana Levy  - Jimena / Estrella Altamirano / Ángela
- Julieta Egurrola - Isabel de Marín, Condesa de Valtierra
- Luis Xavier - Miguel de Marín
- Nerina Ferrer - Emilia
- Miguel Ángel Ferriz - Óscar de Malter
- Karime Favela - Gema
- Rosa Furman - Tía Carmen
- Luz María Jerez - Úrsula / Emilia (joven)
- Miguel Manzano - Diego Álvarez
- María Marcela - Narda de Marín
- Bruno Rey - Fulgencio Castilla
- Ramón Menéndez - René Vidal
- Socorro Avelar -
- Lorena San Martín - Cocó
- Yadira Santana - Brigitte
- Sergio Klainer - Demarín
- María Regina - Mabel
- Manuel Ojeda - Santiago Aldama
- Melba Luna - Bernardina
- Marystel Molina - Celia
- Dunia Saldívar - Maura
- Alejandra Procuna - Georgette
- José María Torre - Alejandro (niño)
- Helio Castillos - Renato Grajales
- Guillermo Gil - Pedro
- Amparo Garrido - Emoe
- Consuelo Duval - Susu
- Rosalinda España - Fifí
- Sara Guasch - Viuda Berrón
- Ana Graham - Constanza Mendoza de Montes de Oca
- Maricruz Nájera - Cayetana
- Gabriel Pingarrón - Servando
- Mara Escalante - Gema
- Queta Lavat[1]
- Jaime Lozano - comandante
- Anahí - Úrsula (niña)

## Equipo de producción
- Historia original de: Olga Ruilópez
- Adaptación y Libretos: Liliana Abud
- Edición literaria: Tere Medina
- Tema musical: Yo compro esa mujer
- Autor: Jorge Avendaño
- Música original: Juan Diego, Jorge Avendaño
- Escenografía: Isabel Cházaro
- Director de arte: José Luis Garduño
- Gerente de producción: Guadalupe Cuevas
- Diseño de vestuario: Cristina Sauza
- Coordinador artístico: Juan Osorio
- Luminotécnico: Sergio Treviño
- Coordinador de locaciones en Campeche: Lic. Enrique Castilla
- Director de cámaras: Jesús Acuña Lee
- Director de escena: Jorge Fons
- Productor: Ernesto Alonso

## Premios y nominaciones

### Premios TVyNovelas 1991
| Categoría                  | Nominado(a)      | Resultado |
| -------------------------- | ---------------- | --------- |
| Mejor telenovela           | Ernesto Alonso   | Nominada  |
| Mejor actriz protagónica   | Leticia Calderón | Nominada  |
| Mejor actor protagónico    | Eduardo Yáñez    | Ganador   |
| Mejor villana              | Alma Muriel      | Nominada  |
| Mejor villano              | Enrique Rocha    | Ganador   |
| Mejor primera actriz       | Isabela Corona   | Nominada  |
| Mejor primer actor         | Miguel Manzano   | Nominado  |
| Mejor actriz coestelar     | Mariana Levy     | Ganadora  |
| Mejor actor coestelar      | Luis Xavier      | Nominado  |
| Mejor dirección de cámaras | Jesús Acuña Lee  | Ganador   |
| Mejor producción           | Ernesto Alonso   | Ganador   |

### Premios ACE 1991
| Categoría                   | Nominado(a)      | Resultado |
| --------------------------- | ---------------- | --------- |
| Mejor telenovela            | Ernesto Alonso   | Ganador   |
| Figura femenina del año     | Leticia Calderon | Ganadora  |
| Figura masculina del año    | Eduardo Yañez    | Ganador   |
| Mejor actor                 | Enrique Rocha    | Ganador   |
| Mejor co-actuación femenina | Alma Muriel      | Ganadora  |
| Mejor director              | Jorge Fons       | Ganador   |

### Premios Eres 1991
| Categoría              | Nominado(a)      | Resultado |
| ---------------------- | ---------------- | --------- |
| Mejor actriz           | Leticia Calderón | Nominada  |
| Mejor actriz coestelar | Mariana Levy     | Nominada  |

## Versiones
- Yo compro esa mujer (Puerto Rico, 1960) con Maribella García y Braulio Castillo.
- Yo compro esa mujer (Venezuela, 1965) con Peggy Walker y Manolo Coego.
- Eu compro esta mulher (Brasil, 1966) con Yoná Magalhães y Carlos Alberto.
- Yo compro esta mujer (Argentina, 1969) con Gabriela Gili y Sebastián Vilar. Se emitió por Canal 13, con adaptación de Alma Bressan, producción de Jacinto Pérez Heredia y dirección de Pedro Pablo Bilán.
- Carolina (Venezuela, 1976) con Mayra Alejandra y José Luis Rodríguez "El Puma".
- Corazón salvaje (México, 2009). Fusión de esta historia con Corazón salvaje de Caridad Bravo Adams. Con Aracely Arámbula, Eduardo Yáñez y Enrique Rocha; estos dos últimos encarnan los mismos personajes que interpretaron en Yo compro esa mujer.